# Compsocerus
Compsocerus es un género de escarabajos xilófagos perteneciente a la familia Cerambycidae.
El nombre científico del género fue publicado de manera oficial en 1830 por el biólogo Jean Théodore Lacordaire.

## Distribución geográfica
El género es común en los bosques del sur de Sudamérica, principalmente en el sur de Brasil, pero también en Bolivia, Paraguay, Uruguay y el norte y centro de Argentina. Son considerados en muchos casos una plaga agrícola debido a que las larvas atacan numerosas especies de árboles cultivados como acacias, eucaliptos, sauces, higueras, árboles de cítricos y melocotoneros.

## Especies
El género Compsocerus Lepeletier & Audinet-Serville, 1830 incluye las siguientes especies:
- Compsocerus barbicornis Audinet-Serville, 1834
- Compsocerus bicoloricornis Schwarzer, 1923
- Compsocerus chevrolati Gounelle, 1910
- Compsocerus deceptor Napp, 1976
- Compsocerus parviscopus (Burmeister, 1865)
- Compsocerus proximus Napp, 1977
- Compsocerus violaceus (White, 1853)